# راج چتی
راج چتی (انگلیسی: Raj Chetty؛ زادهٔ ۴ اوت ۱۹۷۹) اقتصاددان هندی آمریکایی است. او استاد بلومبرگ اقتصاد در دانشگاه هاروارد بود، متخصص در زمینهٔ اقتصاد عمومی است. برحی از مقالات اخیر او برابری فرصت در آمریکا و تأثیر معلمین بر عملکرد درازمدت دانش آموزان را مورد مطالعه قرار داده‌اند. به چتی در سن ۲۸ سالگی تنیور ارائه شد و در ۲۹ سالگی تنیور او پذیرفته شد، که او را بدل به یکی از جوانترین اعضای دارای تنیور در تاریخ دانشکدهٔ اقتصاد هاروارد بدل کرد. او دریافت کنندهٔ مدال جان بیتز کلارک و فلوشیپ مکارتور است. او هم‌اکنون دبیر Journal of Public Economics است.